# Łętkowice
Łętkowice – wieś w Polsce położona w województwie małopolskim, w powiecie proszowickim, w gminie Radziemice.
Wieś królewska położona była w drugiej połowie XVI wieku w powiecie proszowskim województwa krakowskiego. Wchodziła w skład klucza wsi, stanowiącego uposażenie wojewodów krakowskich. Jej tenutariuszką w 1595 roku była królowa Anna. Do 1954 roku siedziba gminy Łętkowice.
W latach 1954–1972 wieś należała i była siedzibą władz gromady Łętkowice. W latach 1975–1998 miejscowość administracyjnie należała do województwa krakowskiego.

Integralne części miejscowości: Kalisz Głęboki, Kalisz-Wysiołek, Kobiela, Radocha, Stara Wieś, Żabiniec.
Miejscowość znajduje się na odnowionej trasie Małopolskiej Drogi św. Jakuba z Sandomierza do Tyńca, która to jest odzwierciedleniem dawnej średniowiecznej drogi do Santiago de Compostela.